# Échelle des bleus
Cet article court présente un sujet plus développé dans : Solidité.
L’échelle des bleus est une échelle de couleurs destinée à évaluer la solidité à la lumière d'un colorant.
Chacune des huit plages de l'échelle est teinte en bleu avec un colorant différent. Le numéro de plage suit l'ordre de solidité. On expose le produit à évaluer en même temps que l'échelle, et on compare visuellement leurs décolorations. La plage de l'échelle dont la décoloration est la plus proche de celle de l'échantillon donne la cotation.
Les colorants de l'échelle sont choisis pour offrir une gradation de résistance à la lumière. L'échelle ne sert pas pour évaluer d'autres aspects de la solidité.